# Василяки (Семёновский район)
Василяки (укр. Василяки) — село,
Пузыревский сельский совет,
Семёновский район,
Полтавская область,
Украина.
Код КОАТУУ — 5324586705. Население по переписи 2001 года составляло 7 человек.

## Географическое положение
Село Василяки находится на расстоянии в 1 км от села Черевки, в 1,5 км от села Бурбино и в 2-х км от села Пузыри.

## История
Село указано на трехверстовке Полтавской области. Военно-топографическая карта.1869 года как хутор Черевков